# Vieille-Église-en-Yvelines
Pour les articles homonymes, voir Vieille église.
Vieille-Église-en-Yvelines est une commune française située dans le département des Yvelines en région Île-de-France.

## Géographie

### Situation
La commune se trouve à six kilomètres environ au nord-est de Rambouillet. Son territoire, enclavé dans la forêt de Rambouillet, en légère pente vers le sud-est où s'amorce la vallée de la Drouette. Il comprend la moitié nord de l'étang de la Tour, ouvrage artificiel datant du XVIIe siècle.
Le territoire est rural à plus de 90 % partagé à parts égales entre des terres agricoles consacrées à la grande culture céréalière dans sa partie nord-est et des zones boisées à l'ouest (Forêt verte) et au sud-est, appartenant pour l'essentiel à la forêt domaniale de Rambouillet. L'habitat de type individuel est groupé dans le bourg.

### Communes voisines
Les communes sont Auffargis au nord et à l'est, La Celle-les-Bordes au sud-est, Clairefontaine-en-Yvelines au sud, Rambouillet à l'ouest et Le Perray-en-Yvelines au nord-ouest.

### Transports et voies de communications

#### Réseau routier
La desserte est assurée principalement par la route départementale D 73 qui traverse la commune selon un axe nord-sud. Deux routes transversales, la D 61 et la D 906 traversent le territoire au nord et au sud.

#### Bus
La commune est desservie par les lignes 39.003, 39.203 et 39.36 du réseau de bus Centre et Sud Yvelines.

#### Sentier de randonnée
Le sentier de grande randonnée GR 1 (tour de l'Île-de-France) traverse la commune.

### Climat
Pour des articles plus généraux, voir Climat de l'Île-de-France et Climat des Yvelines.
En 2010, le climat de la commune est de type climat océanique dégradé des plaines du Centre et du Nord, selon une étude du CNRS s'appuyant sur une série de données couvrant la période 1971-2000. En 2020, Météo-France publie une typologie des climats de la France métropolitaine dans laquelle la commune est exposée à un climat océanique altéré et est dans la région climatique Sud-ouest du bassin Parisien, caractérisée par une faible pluviométrie, notamment au printemps (120 à 150 mm) et un hiver froid (3,5 °C).
Pour la période 1971-2000, la température annuelle moyenne est de 10,5 °C, avec une amplitude thermique annuelle de 14,8 °C. Le cumul annuel moyen de précipitations est de 649 mm, avec 10,7 jours de précipitations en janvier et 8 jours en juillet. Pour la période 1991-2020, la température moyenne annuelle observée sur la station météorologique la plus proche, située sur la commune de Saint-Léger-en-Yvelines à 10 km à vol d'oiseau, est de 11,0 °C et le cumul annuel moyen de précipitations est de 706,3 mm,. Pour l'avenir, les paramètres climatiques de la commune estimés pour 2050 selon différents scénarios d'émission de gaz à effet de serre sont consultables sur un site dédié publié par Météo-France en novembre 2022.

## Urbanisme

### Typologie
Au 1er janvier 2024, Vieille-Église-en-Yvelines est catégorisée ceinture urbaine, selon la nouvelle grille communale de densité à sept niveaux définie par l'Insee en 2022.
Elle est située hors unité urbaine. Par ailleurs la commune fait partie de l'aire d'attraction de Paris, dont elle est une commune de la couronne,. Cette aire regroupe 1 929 communes,.

### Occupation des solssimplifiée
Le territoire de la commune se compose en 2017 de 92,66 % d'espaces agricoles, forestiers et naturels, 2,2 % d'espaces ouverts artificialisés et 5,15 % d'espaces construits artificialisés.

### Occupation des sols détaillée
Le tableau ci-dessous présente l'occupation des sols de la commune en 2018, telle qu'elle ressort de la base de données européenne d’occupation biophysique des sols Corine Land Cover (CLC).
| Type d’occupation                           | Pourcentage | Superficie (en hectares) |
| ------------------------------------------- | ----------- | ------------------------ |
| Tissu urbain discontinu                     | 4,9 %       | 48                       |
| Terres arables hors périmètres d'irrigation | 36,0 %      | 351                      |
| Vergers et petits fruits                    | 0,9 %       | 9                        |
| Forêts de feuillus                          | 56,7 %      | 553                      |
| Plans d'eau                                 | 1,4 %       | 14                       |
| Source : Corine Land Cover                  |             |                          |

## Toponymie
Le nom de la localité est attesté sous les formes Vetus Monasterium en 768, Vetus ecclesia en 774, viels Eglise au XIIIe siècle, Vies Eglise en 1694, Vieille Eglise en 1793, Vieille-Église-en-Yvelines en 1940.
Les deux termes, monasterium ou ecclesia, désignent une communauté de chrétiens.
C'est en 1939 qu'a été rajouté la localisation en Yvelines, bien avant la création du département marquant ainsi son attachement à sa région naturelle de l'Yveline,.

## Histoire
Sans doute un lieu de culte pré-chrétien par son emplacement en pleine forêt, au bord d'un étang et sur un chemin sans doute antérieur à la voie romaine.

## Politique et administration

### Liste des maires
| Période                                  | Période  | Identité           | Étiquette | Qualité |
| ---------------------------------------- | -------- | ------------------ | --------- | ------- |
| Les données manquantes sont à compléter. |          |                    |           |         |
| 2001                                     | 2008     | Nicole Deswez      |           |         |
| 2008                                     | 2020     | Isabelle Behaghel  |           |         |
| 2020                                     | en cours | Jean-Louis Duchamp |           |         |

## Population et société

### Démographie

#### Évolution démographique
L'évolution du nombre d'habitants est connue à travers les recensements de la population effectués dans la commune depuis 1793. Pour les communes de moins de 10 000 habitants, une enquête de recensement portant sur toute la population est réalisée tous les cinq ans, les populations de référence des années intermédiaires étant quant à elles estimées par interpolation ou extrapolation. Pour la commune, le premier recensement exhaustif entrant dans le cadre du nouveau dispositif a été réalisé en 2004.

En 2022, la commune comptait 618 habitants, en évolution de −12,46 % par rapport à 2016 (Yvelines : +2,72 %, France hors Mayotte : +2,11 %).
| 1793 | 1800 | 1806 | 1821 | 1831 | 1836 | 1841 | 1846 | 1851 |
| ---- | ---- | ---- | ---- | ---- | ---- | ---- | ---- | ---- |
| 184  | 224  | 199  | 241  | 246  | 239  | 209  | 214  | 231  |

| 1856 | 1861 | 1866 | 1872 | 1876 | 1881 | 1886 | 1891 | 1896 |
| ---- | ---- | ---- | ---- | ---- | ---- | ---- | ---- | ---- |
| 217  | 214  | 219  | 212  | 226  | 230  | 223  | 210  | 217  |

| 1901 | 1906 | 1911 | 1921 | 1926 | 1931 | 1936 | 1946 | 1954 |
| ---- | ---- | ---- | ---- | ---- | ---- | ---- | ---- | ---- |
| 231  | 224  | 234  | 176  | 185  | 209  | 207  | 498  | 550  |

| 1962 | 1968 | 1975 | 1982 | 1990 | 1999 | 2004 | 2006 | 2009 |
| ---- | ---- | ---- | ---- | ---- | ---- | ---- | ---- | ---- |
| 560  | 595  | 674  | 746  | 735  | 742  | 751  | 763  | 820  |

| 2014 | 2019 | 2022 | - | - | - | - | - | - |
| ---- | ---- | ---- | - | - | - | - | - | - |
| 726  | 635  | 618  | - | - | - | - | - | - |

#### Pyramide des âges
En 2018, le taux de personnes d'un âge inférieur à 30 ans s'élève à 29,6 %, soit en dessous de la moyenne départementale (38,0 %). À l'inverse, le taux de personnes d'âge supérieur à 60 ans est de 28,8 % la même année, alors qu'il est de 21,7 % au niveau départemental.
En 2018, la commune comptait 318 hommes pour 341 femmes, soit un taux de 51,75 % de femmes, légèrement supérieur au taux départemental (51,32 %).
Les pyramides des âges de la commune et du département s'établissent comme suit.
| Hommes | Classe d’âge | Femmes |
| ------ | ------------ | ------ |
| 0,0    | 90 ou +      | 0,3    |
| 6,9    | 75-89 ans    | 4,9    |
| 22,9   | 60-74 ans    | 22,8   |
| 26,5   | 45-59 ans    | 28,3   |
| 13,4   | 30-44 ans    | 14,9   |
| 14,7   | 15-29 ans    | 14,9   |
| 15,7   | 0-14 ans     | 14,0   |

| Hommes | Classe d’âge | Femmes |
| ------ | ------------ | ------ |
| 0,6    | 90 ou +      | 1,4    |
| 6      | 75-89 ans    | 7,8    |
| 13,5   | 60-74 ans    | 14,8   |
| 20,7   | 45-59 ans    | 20,1   |
| 19,6   | 30-44 ans    | 19,9   |
| 18,5   | 15-29 ans    | 16,8   |
| 21,2   | 0-14 ans     | 19,2   |

### Médias
Radio locale
La commune accueille les studios et l’émetteur FM de la radio locale associative RVE qui émet sur le Sud Yvelines, depuis le début des années 1980,.

## Économie

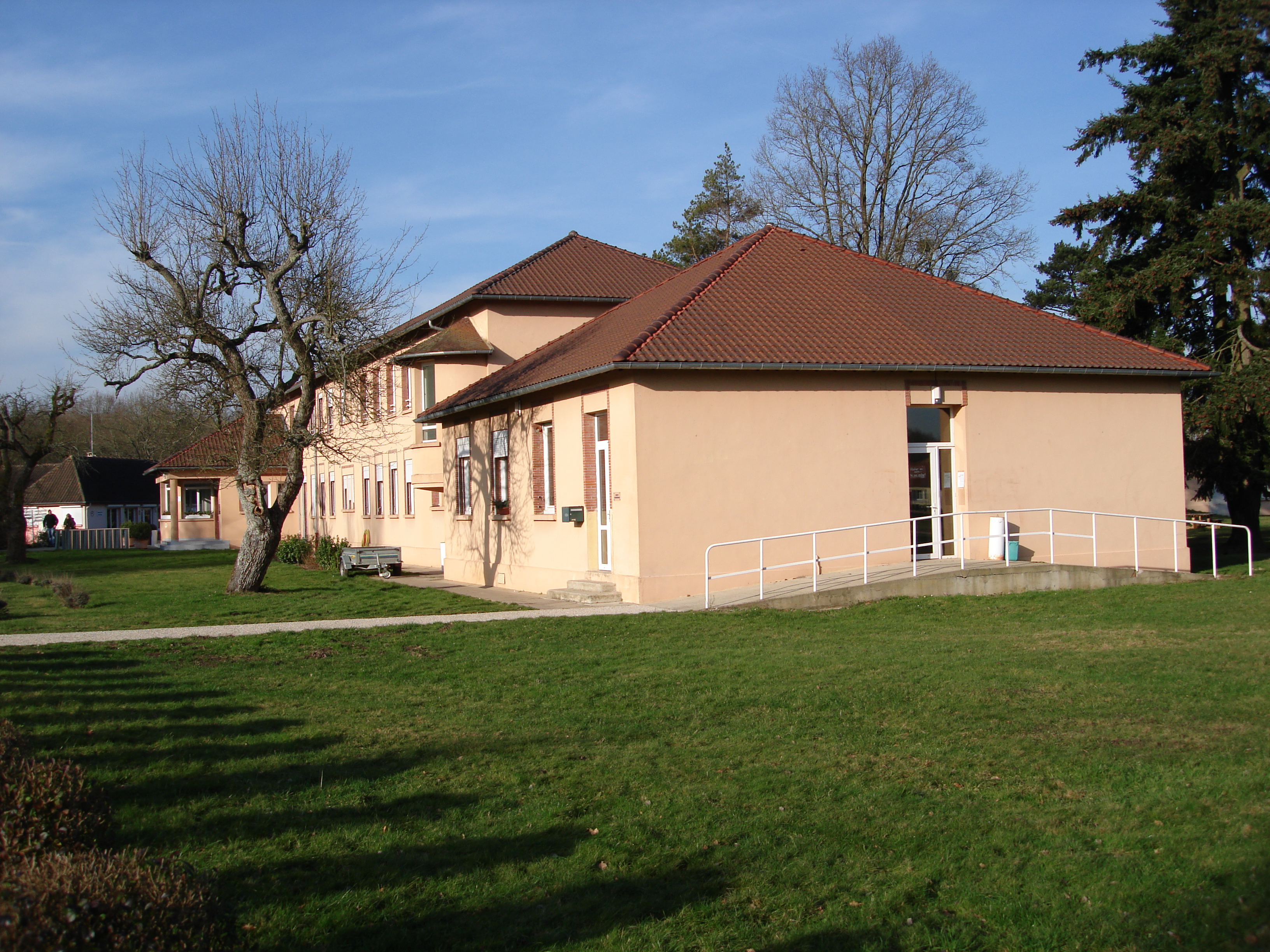
Vue générale de la clinique.

Un peu à l’écart du centre-ville se trouve la clinique d'Yveline, un établissement spécialisée dans les troubles psychiatriques.

## Culture locale et patrimoine

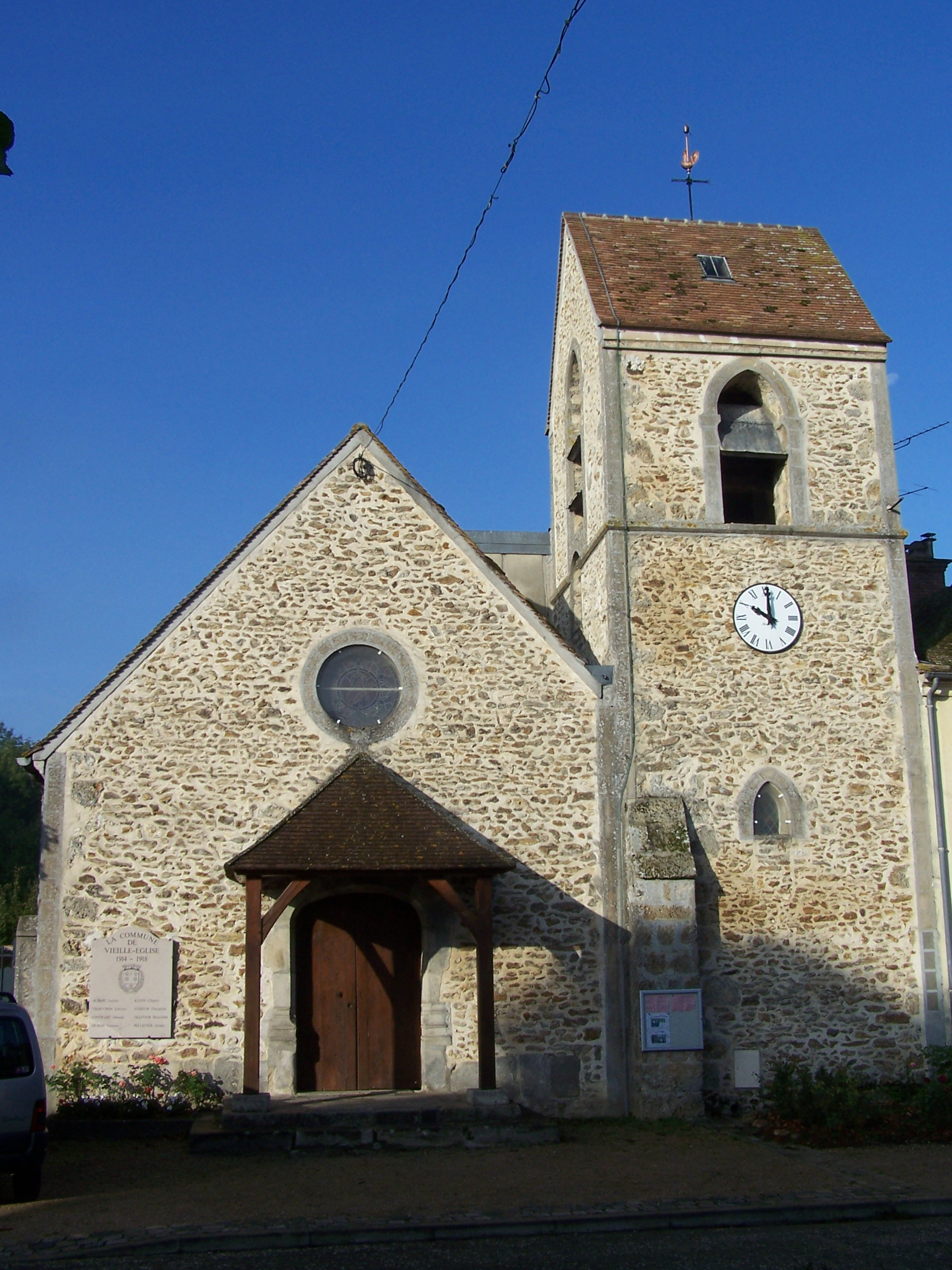
L'église Saint-Gilles.

### Lieux et monuments
- Église Saint-Gilles.

Édifice en pierre du XVIe siècle, modifiée au XIXe siècle. Les travaux se sont terminés le 1er septembre 1849, jour de la Saint-Gilles. L'église a été restaurée en 1980.
- Aqueduc de Vieille-Église.

Long de 660 mètres, cet aqueduc souterrain sert au transfert des eaux entre l'étang de la Tour et l'étang du Perray. Cet ouvrage faisait partie du système d'approvisionnement en eau du château de Versailles mis en œuvre sous Louis XIV en 1685.

### Héraldique
| Blason de Vieille-Église-en-Yvelines | Blason  | D'azur à la fasce d'argent, accompagnée en chef d'un clou d'argent accosté de deux fleurs de lis d'or et en pointe de trois roses d'or. |
| Blason de Vieille-Église-en-Yvelines | Détails | Le statut officiel du blason reste à déterminer.                                                                                        |